# Sibongile Ndlela-Simelane
Sibongile Ndlela-Simelane ist eine eswatinische Politikerin. Sie war von 2013 bis 2018 Gesundheitsministerin in Eswatini in der Regierung von Barnabas Sibusiso Dlamini.

## Leben
In ihrer Zeit als Ministerin setzte sie sich dafür ein, dass die Lehren, die man aus der HIV-Bekämpfung im südlichen Afrika gewonnen hat, auf die Bekämpfung von Malaria übertragen werden. Außerdem gab sie am Welttuberkulosetag 2017 eine nationale Studie zur Arzneimittelresistenz in Auftrag. 2018 forderte sie die Verhaftung eines Journalisten des Eswatini Observer, der die Autos von Ministern fotografiert hatte. Außerdem gab sie neue Büros für den Swaziland Nursing Council in Auftrag.
Im Jahr 2022 wurde sie zur Vorsitzenden der Eswatini Communications Commission (ESSCOM) ernannt.
Ndlela-Simelane wuchs in Shiselweni bei ihrer alleinerziehenden Mutter auf und hat fünf Geschwister.